# Georg Forster
Johann Georg Adam Forster (27. november 1754 ved Danzig – 12. januar 1794 i Paris) var en tysk forfatter, søn af Johann Reinhold Forster. 
Han blev allerede som Dreng varmt interesseret for sin Faders videnskabelige Gerning og ledsagede
ham 17 Aar gl som Botaniker paa Gooks anden Opdagelsesrejse. Han levede derpaa nogle Aar
i England, var 1778—84 Lærer ved Ridderakademiet i Kassel og blev saa knyttet til en Ign.
Virksomhed i Wilna, hvor han ægtede Göttinger-Professoren Heynes Datter Therese. Han
vendte dog smart tilbage til Tyskland, blev kurfyrstelig Bibliotekar i Mainz, men sluttede sig
til den revolutionære Bevægelse i Byen (»Klubbisterne«) og rejste til Paris for at virke for den
venstre Rhinbreds Afstaaelse til Frankrig. Da Mainz imidlertid (1793) var blevet besat af tyske
Tropper, blev F. hjemløs og fredløs, da der var sat en Pris paa hans Hoved, og hans
Hustru og Børn forlod ham. Han besluttede så at rejse til Indien for at studere østerlandske sprog, da døden bortrev ham. 
Forster har udgivet A voyage round the world, 1—2 (London 1777), der i de flg. Aar udkom paa Tysk. Hans
Hustru Therese, der senere blev gift med hans Ven Huber, udgav hans »Briefwechsel, nebst
Nachrichten von seinem Leben«, l—2 (Leipzig 1829). Hans »Sämtliche Schriften« blev i 9 Bd
udg. af hans Datter med en Karakteristik af F. af Gervinus (Leipzig 1843—44). Som
Iagttager af Natur- og Folkeliv, som aandfuld Skildrer af landskabelig Skønhed har F. bevaret sin Bet. ogsaa for Nutiden. 